# Nannocalanus minor
Nannocalanus minor är en kräftdjursart som först beskrevs av Claus 1863.  Nannocalanus minor ingår i släktet Nannocalanus och familjen Calanidae. Inga underarter finns listade i Catalogue of Life.